# La Motte-Fanjas
La Motte-Fanjas – miejscowość i gmina we Francji, w regionie Owernia-Rodan-Alpy, w departamencie Drôme.
Według danych na rok 1990 gminę zamieszkiwało 115 osób, a gęstość zaludnienia wynosiła 24 osób/km² (wśród 2880 gmin regionu Rodan-Alpy La Motte-Fanjas plasuje się na 1506. miejscu pod względem liczby ludności, natomiast pod względem powierzchni na miejscu 1531.).